# Kaple Panny Marie (Česká Metuje)
Kaple Panny Marie, někdy uváděná i jako filiální kostel Panny Marie, je římskokatolická kaple v České Metuji. Patří do děkanství Police nad Metují. Vlastníkem kaple je obec Česká Metuje.

## Historie
Kaple byla postavena roku 1777 nákladem obce.

## Bohoslužby
Pravidelné bohoslužby se v kapli nekonají.